# Sudden Death (canción)
Sudden Death es una canción escrita por el guitarrista líder de la banda de thrash metal Megadeth, Dave Mustaine, para el videojuego Guitar Hero: Warriors of Rock del 2010.
Es la tercera canción que se toca en el juego durante la batalla final del mismo, antecedido del álbum Endgame.
La canción ganó un Premio Grammy en el 2011.

## Antecedentes
Durante el Gigantour Dave Mustaine mencionó a la prensa un nuevo disco sencillo en el que había estado trabajando por encargo, titulado.
Hasta entonces, era la única información que se tenía del sencillo.

## Composición
Fue un encargo del propio equipo desarrollador de Neversoft durante la fase final de desarrollo del juego. Ya estaban trabajando en la pelea final y necesitaban una canción que representara bien ese tramo de la aventura, que tuviera varios solos de guitarra y una estructura sólida. Fue así como contactaron con Mustaine para pedirle que compusiera la canción, que posteriormente aceptaría (teniendo en cuenta el uso de "Holy Wars" y "This Day We Fight") y fue grabada en el estudio de audio del equipo de Neversoft. Dave empezó a componer la canción después de leer un guion de la Batalla Final.

## Grabación
Se presume que las pistas de bajo y guitarras fueron grabadas por Mustaine. No se sabe con claridad quién grabó la pista de batería original, si fue Drover, Mustaine u otro baterista invitado.

## Concepto y estructura de la canción
La canción habla de la descripción de lo que es denominado La gran y maligna majestad nacida del desastre para dominar y matar, lo que describe al monstruo robótico que los protagonistas del juego deben enfrentar con la ayuda del ya liberado dios del rock. Esta batalla es una muerte súbita, de ahí el nombre de la canción.
La canción está dividida en dos secciones:
- En la primera se establece la atmósfera en donde todo se vuelve más oscuro y tenebroso.
- En la segunda parte se desata el caos de la pelea entre el Dios y la máquina mientras que los solos de guitarra sirven de cierre a la batalla.

La entrada de la canción es bastante pesada, inicia con un solo de guitarra, el cual se extiende hasta los primeros 58 segundos de la canción, habiendo planteado una atmósfera bastante tétrica. Después, se puede escuchar el riff principal, el cual se repite ocho veces antes de que empiece la letra. Luego va la primera estrofa que tiene ocho versos.
De éstos, los primeros cuatro son cantados de dos en dos: primero dos versos, después un solo de guitarra, y después los dos faltantes. Los otros cuatro se cantan seguidos antes de cantar el coro. Esta acción se repite otra vez con los siguientes ocho versos (los solos varían cada vez). Después, viene lo que podría ser la parte más difícil de la canción: otro solo.
Empieza una última estrofa y después el último solo, el cual dura aproximadamente desde el minuto 3:18 hasta el minuto 4:30 y, a la vez, en la batería se emplea el uso constante del doble pedal, lo cual agrega un gran grado de dificultad para el baterista ya que debe hacerlo constantemente mientras dura el solo. Además, deberá tocar los tambores y platillos a gran velocidad.
Después de eso, se canta el coro por última vez, dando fin a la batalla.

## Versiones
La canción tiene dos versiones, la versión original que se estrenó en 2010 para el juego y la remasterizada para el álbum TH1RT3EN. Esta segunda versión se compuso como canción de apertura después de haber ganado un Grammy por Mejor Interpretación de Metal en 2011.

### Guitar Hero: Warriors of Rock
La canción original pone el foco en la guitarra: los solos destacan por estar compuestos de patrones complejos con un sonido armónico bien sincronizado. Durante el solo más largo el baterista hace uso del doble pedal de manera casi extrema, con un uso constante durante más de un minuto. El bajo suena algo distorsionado pero marca un papel rítmico importante, aunque queda poco notorio por las guitarras y el fuerte sonido de la batería.

### TH1RT3EN
El éxito de la canción conlleva a re-grabar y remasterizar en el próximo álbum de estudio de Megadeth, [Thirteen (álbum)|[TH1RT3EN]]. David Ellefson grabó las pistas de bajo dándole un sonido más potente y significativo, a diferencia de la versión original. Shawn Drover utilizó una batería menos templada que la original para grabar la pista de batería, lo que le dio un sonido más repercusivo y notable. Sin embargo, las pistas de guitarra se conservaron tal cual estaban.
Técnicamente Chris Broderick no participó en la re-edición de Sudden Death, aunque hay un vídeo en Youtube en el que Chris y David Ellefson tocan juntos el solo principal de la canción en un estudio (esto podría indicar que tal vez Chris en algún momento haya ayudado a la composición de la canción).
Por razones desconocidas, en la segunda versión el primer verso dice "His wicked highness born from disaster" , mientras que en la versión original decía "His evil highness born from disaster". No es un cambio muy notable, ya que tanto Evil Como Wicked significan "malvado/a" en inglés, pero es posiblemente algo relacionado con derechos de autor.